# Ялимська сільська рада
Яли́мська сільська рада (рос. Ялымский сельский совет) — сільське поселення у складі Притобольного району Курганської області Росії.
Адміністративний центр — село Ялим.
Населення сільського поселення становить 692 особи (2021; 819 у 2010, 1073 у 2002).

## Склад
До складу сільського поселення входять:
| Населений пункт       | Населення, осіб (2002) | Населення, осіб (2010) |
| --------------------- | ---------------------- | ---------------------- |
| Новокаминка, присілок | 127                    | 89                     |
| Обрядовка, присілок   | 255                    | 188                    |
| Ялим, село            | 691                    | 542                    |